# バフィー・アン・サマーズ
バフィー・アン・サマーズ（Buffy Anne Summers）は、1992年の映画『バッフィ・ザ・バンパイアキラー』、およびテレビドラマ『バフィー 〜恋する十字架〜』の主人公。スピンオフ作品『エンジェル』では脇役として登場する。
映画ではクリスティ・スワンソン、テレビドラマではサラ・ミシェル・ゲラーが演じた。

## エピソード

### ロサンゼルス
バフィーはロサンゼルスの高校に通うチアリーダー。奇妙な男（ドナルド・サザーランド）と出会ったことがきっかけでバンパイア・スレイヤーになる。バンパイアの王（ルトガー・ハウアー）らによるプロム襲撃を察知し、校長に知らせるが信じてもらえず、1人でバンパイアたちに立ち向かう。

### サニーデール

#### 第1シーズン
その後、通っていた高校を退学になり、『バフィー』第1シーズンでロサンゼルスからテレビシリーズの物語の舞台となるサニーデールに引っ越してくる。最初、サニーデール高校の女王的存在コーディリアと仲良しになるが、彼女とは仲がよくないウィロー、ザンダーとも友人になる。その後、コーディリアからは些細な誤解から変人扱いされる。
謎の男エンジェルと知り合い、後に彼がバンパイアであることを知る。

#### 第2シーズン
「高潔」でエンジェルは魂を失い「アンジェラス」になる。第2シーズン最終回で、校内で起きた殺人事件を理由に校長のスナイダーから退学を宣告される。バフィーは彼にたいし、「高校生のころ女の子にもてなかったでしょ」と応じる。その後、エンジェルをアカスラの体内に封じ込める。

#### 第3シーズン
「アン」では、ロサンゼルスでウエイトレスをしていたが、客のリリーがトラブルに巻き込まれているのを知り、彼女を助ける。その後サニーデールに帰り、ジャイルズの計らいで復学に成功する。
エンジェルが地獄から戻る。しかし、エンジェルはバフィーとの将来に不安を感じ、バフィーが宿敵リチャード・ウィルキンズを倒した後、サニーデールを去る。

#### 第4シーズン
第4シーズンでは大学の寮で生活する。バンパイアのエンジェルとは、彼女が政府のエージェントであるライリーと交際したこと、彼女がエンジェルとフェイスの仲を疑ったことから距離ができる。

#### 第5シーズン
バンパイアのスパイクから愛を告白される。第5シーズン最終話で、開いてしまった地獄の門を閉じるため、鉄塔から身を投げ、死亡する。

#### 第6シーズン
第6シーズン第2話でウィローの魔法によって復活する。

#### 第7シーズン
第7シーズンでは再建されたサニーデール高校のカウンセラーになる。シリーズ最終回、バンパイアのスパイクに愛を告白する。

### サニーデール崩壊後
サニーデール崩壊後、ヨーロッパに移住する。ケイレブのテロで崩壊したウォッチャー・カウンシルを再建する。

#### 第8シーズン
スコットランドに居住する。ウィローとザンダーとともに行動を共にする。第12話で後輩のスレイヤーであるサツと恋におちる。